# Paulina Gugniewicz
Paulina Gugniewicz (ur. 27 lutego 1971) – polska lekkoatletka, specjalistka rzutu dyskiem.

## Kariera
Na mistrzostwach świata juniorów w 1990 w Płowdiwie zajęła 8. w finale rzutu dyskiem.
Została mistrzynią Polski w 1991 oraz wicemistrzynią w 1992, za Renatą Katewicz.
Rekord życiowy:
- rzut dyskiem – 58,38 m (1 maja 1991, Sopot)

Progresja wyników:
| Rok           | 1987  | 1988  | 1989  | 1990  | 1991  | 1992  | 1993  | 1994  |
| Odległość (m) | 41,20 | 45,84 | 54,02 | 55,38 | 58,38 | 56,88 | 52,76 | 52,78 |

Była zawodniczką Lechii Gdańsk (1987-1994).